# 東川道
東川道（とうせん-どう）は中華民国北京政府により設置された四川省の道。

## 沿革
1913年（民国2年）2月7日、川東道とそして成立、観察使は巴県に設置され、下部に巴県、江津、長寿、永川、栄昌、綦江、南川、銅梁、大足、璧山、涪陵、合川、江北、武勝、奉節、巫山、雲陽、万県、開県、巫渓、達県、開江、渠県、大竹、宣漢、万源、城口、忠県、酆都、墊江、梁山、酉陽、石砫、秀山、黔江、彭水の28県を管轄した。1914年（民国3年）5月23日に東川道と改称、観察使も道尹と改められた。1930年（民国19年）5月に廃止されている。

## 行政区画
廃止直前の下部行政区画は下記の通り。（50音順）
- 永川県
- 栄昌県
- 雲陽県
- 開県
- 開江県
- 綦江県
- 渠県
- 黔江県
- 江津県
- 合川県
- 江北県
- 秀山県
- 城口県
- 石砫県
- 宣漢県
- 大足県
- 大竹県
- 達県
- 忠県
- 長寿県
- 墊江県
- 銅梁県
- 南川県
- 巴県
- 涪陵県
- 巫渓県
- 巫山県
- 武勝県
- 璧山県
- 奉節県
- 彭水県
- 酆都県
- 万県
- 万源県
- 酉陽県
- 梁山県